# Carole Brookins
Carole Brookins (n. 16 august 1943, Gary, Indiana, SUA – d. 23 martie 2020, Palm Beach⁠(d), Florida, SUA) a fost o economistă americană, expertă în economia politică globală și unul dintre directorii executivi ai Băncii Mondiale.
Brookins a studiat la Universitatea din Oklahoma, de unde a absolvit în 1965. Ulterior, la începutul anilor 1970, a lucrat pe Wall Street după ce a fost angajată de EF Hutton, la acea vreme una dintre cele mai mari companii de brokeraj din Statele Unite ale Americii. În 1980, a fondat compania World Perspective, care s-a concentrat pe analiza pieței agricole. Începând din 1984, Brookins a primit mai multe roluri în guvern. Primul a fost de președinte al Comitetului Consultativ pentru Alimente, Foamete și Agricultură în Țările în Curs de Dezvoltare, parte a Departamentului de Stat. Șase ani mai târziu, George H. W. Bush a nominalizat-o în Consiliul Prezidențial pentru Export. În cele din urmă, George W. Bush a numit-o ca director executiv și reprezentant la Banca Mondială, rol pe care l-a deținut din 2001 până în 2005. Brookins a fost, de asemenea, membră pe viață a Consiliului pentru Relații Externe.
Brookins a decedat pe 23 martie 2020, în Palm Beach, Florida, de COVID-19 în timpul pandemiei de coronaviroză.